# Melogale orientalis
Melogale orientalis е вид бозайник от семейство Порови (Mustelidae).

## Разпространение
Видът е разпространен в Индонезия.